# Tadeusz Martusewicz (pilot)
Tadeusz Martusewicz (ur. 8 lipca 1916 w Kownie, zm. 8 czerwca 2015 w Virginia Beach) – kapitan pilot Wojska Polskiego, kawaler Virtuti Militari.

## Życiorys
Syn Lucjana i Zofii z domu Telanis. W 1923 r. przeprowadził się do Polski, początkowo uczył się w domu, następnie od 1927 r. w Państwowym Gimnazjum im. Króla Zygmunta Augusta w Wilnie. Naukę przerwał w 1929 r., ale wznowił ją w 1931 r. w Państwowym Gimnazjum im. Jana Śniadeckiego w Oszmianie. W 1936 r. zdał egzamin maturalny i zgłosił się do odbycia służby wojskowej. Jako ochotnik miał prawo wyboru rodzaju sił zbrojnych, zdecydował się na lotnictwo. Szkolenie rekruckie odbył w 5 pułku piechoty Legionów i od stycznia 1937 r. rozpoczął naukę w Szkole Podchorążych Lotnictwa w Dęblinie. Szkołę ukończył z ukończył z 44. lokatą i otrzymał przydział do 51. eskadry liniowej 5 pułku lotniczego jako obserwator. 
Podczas kampanii wrześniowej 51. eskadra walczyła w ramach lotnictwa Samodzielnej Grupy Operacyjnej „Narew”. Tadeusz Martusewicz, poza lataniem jako obserwator, pełnił również funkcje organizacyjne, m.in. 6 września dowodził kolumną transportową eskadry. 8 września na nieuzbrojonym RWD-8 wykonał lot łącznikowy do sztabu SGO „Narew” i dostarczył meldunki o przeprowadzonym rozpoznaniu. Na kilka dni został tam oddany do dyspozycji sztabu. Do macierzystej jednostki dołączył 12 września.
Po agresji ZSRR na Polskę został wzięty do niewoli przez oddziały Armii Czerwonej. Wkrótce udało mu się zbiec i przedostać do Rumunii. W polskim konsulacie w Bukareszcie otrzymał paszport, dzięki któremu przez Jugosławię i Grecję przedostał się do Francji. Został skierowany do polskiej bazy lotniczej w Lyon-Bron. W marcu 1940  r. został skierowany na szkolenie na sprzęcie francuskim do ośrodka Szkolenia i Zgrywania Załóg Bombowych i Współpracy w bazie lotniczej Clermont-Ferrand, a następnie do szkoły ognia w Rochefort. Po zakończeniu walk we Francji przedostał się do Saint-Jean-de-Luz skąd, na pokładzie statku „Arandora Star”, odpłynął do Liverpoolu.  
Zgłosił się do służby w Polskich Siłach Powietrznych, otrzymał numer służbowy RAF P-0091. Przeszedł przeszkolenie jako nawigator i został w 1941 r. przydzielony do dywizjonu 305, gdzie latał w jednej z załóg eskadr „A”. Swój pierwszy lot bojowy w składzie 305 dywizjonu wykonał w nocy z 24 na 25 kwietnia 1941 r. Był członkiem załogi Wellingtona (nr R1016 SM-A), która brała udział w nalocie na zbiorniki paliwa w rejonie Vlaardingen. Następnie został przeniesiony do dywizjonu 300, gdzie ukończył turę lotów bojowych.
W ramach odpoczynku został skierowany do 25 (Polish) Elementary Flying Training School w Hucknall, gdzie odbył szkolenie w zakresie pilotażu. Kolejnym miejscem jego nauki pilotażu była 16 (Polish) Service Flying Training School w Newton, gdzie udoskonalił swe umiejętności pilota. Następnie został skierowany na stanowisko instruktora nawigacji w 25 EFTS.
Jednocześnie uczestniczył w kursach przygotowawczych na University of Nottingham. We wrześniu 1944 r. uzyskał urlop na kontynuowanie nauki m.in. na University of London. W czerwcu 1946 r. uzyskał dyplom na University of Nottingham, w sierpniu 1949 na University of London. Wstąpił do Polskiego Korpusu Przysposobienia i Rozmieszczenia, w marcu 1949 r. został zdemobilizowany.
Nie zdecydował się na powrót do Polski, pozostał na emigracji w Wielkiej Brytanii. W 1950 r. został zatrudniony w firmie elektrycznej Ferranti Ltd. w Hollingwood. Uzyskał brytyjskie obywatelstwo i zmienił nazwisko na Edward Martin. W 1952 r. wyjechał do USA, gdzie znalazł zatrudnienie w Westinghouse Control Division w Ravenswood. Następnie pracował w Kaiser Aluminium and Chemical Corporation w Franklin oraz od 1964 r. w Stamco w New Bremen. W 1960 r. uzyskał obywatelstwo amerykańskie, a w 1962 r. odwiedził Polskę. Pracę zawodową zakończył w lipcu 1981 r. i przeszedł na emeryturę, powrócił też do Wielkiej Brytanii. W 1985 i 1986 r. ponownie wyjechał do Polski. W lutym 1986 powrócił do USA i tam mieszkał do śmierci. Zmarł 8 czerwca 2015 r.

## Życie prywatne
W 1946 r. zawarł związek małżeński z Patricią Anne Russell, z którą miał czworo dzieci: Paula, Frances, Janet i Johna. Miał dziewięcioro wnucząt i pięcioro prawnuków.

## Ordery i odznaczenia
Za swą służbę otrzymał odznaczenia:
- Krzyż Srebrny Virtuti Militari (nr 9282),
- Krzyż Walecznych – czterokrotnie,
- Medal Lotniczy,
- Polowa Odznaka Obserwatora (nr 457).